# Черепаха Квази

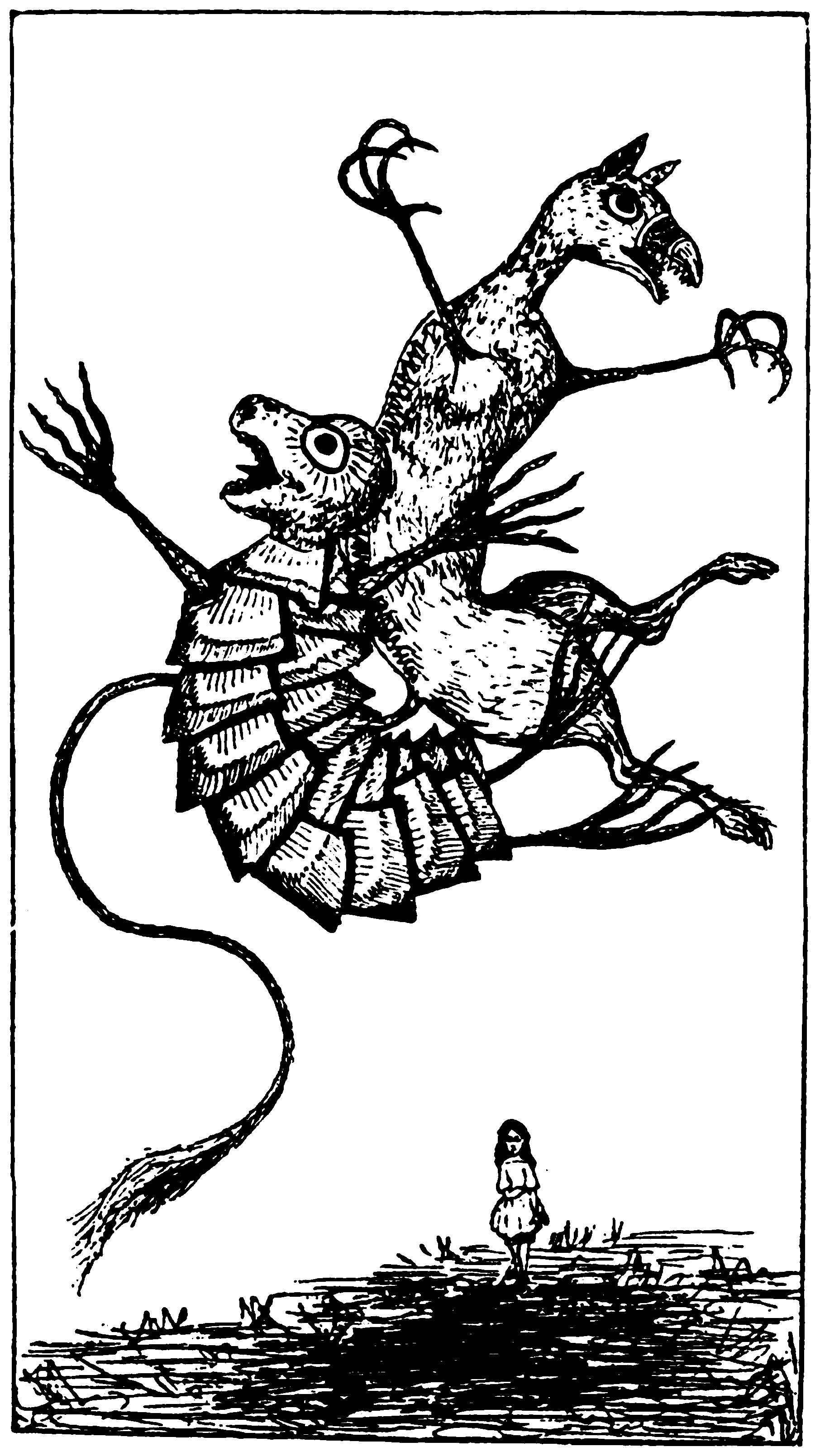
Черепаха Как бы и Грифон на оригинальной иллюстрации Кэрролла

Черепаха Квази (англ. Mock Turtle) — персонаж сказки Льюиса Кэрролла «Алиса в Стране чудес», наполовину телёнок, наполовину черепаха (голова, задние ноги и хвост — телячьи).
В русских переводах можно встретить различные имена этого персонажа: «Черепаха с телячьей головой», «Лже-Черепаха», «Мускул Морского Гребешка», «Телепаха», «Черепаха-Телячьи-Ножки», «Якобы Черепаха» (черепаха, которая якобы) и т. п. В разных редакциях перевода Н. М. Демуровой фигурируют имена:
- Под-Котик (из него делают шубу под котика — редакция 1967[2])
- Черепаха Квази (из неё делают квази-черепаший суп — редакция 1991[3])
- Черепаха Как бы (из неё делают как бы черепаший суп)

## Теория рождения образа Черепахи Квази
Образ Квази был позаимствован из рецепта Квази-Черепашьего (ложного) супа, который готовился из телятины, поэтому художник-иллюстратор Тенниел изобразил Черепаху Квази наполовину черепахой и наполовину телёнком. При этом в самой сказке никакого словесного описания Черепахи Квази нет.
Черепаха Квази, как и её самый близкий друг — Грифон, была создана как пародия (шарж) на сентиментальных выпускников Оксфорда, прообраз белых воротничков и бюрократов. Если посмотреть на персонажа Черепаху в целом, она представляет собой типичный белый воротник — медлительного, щепетильного и эгоцентричного бюрократа (к тому же очень большого пессимиста). Сам термин англ. «mock» был взят Кэрроллом для усугубления акцента на её неполноценности. Это подчёркивало характер выпускников вузов и белых воротничков того времени, по большей части не обладавших навыками и не реализовывающихся творчески.

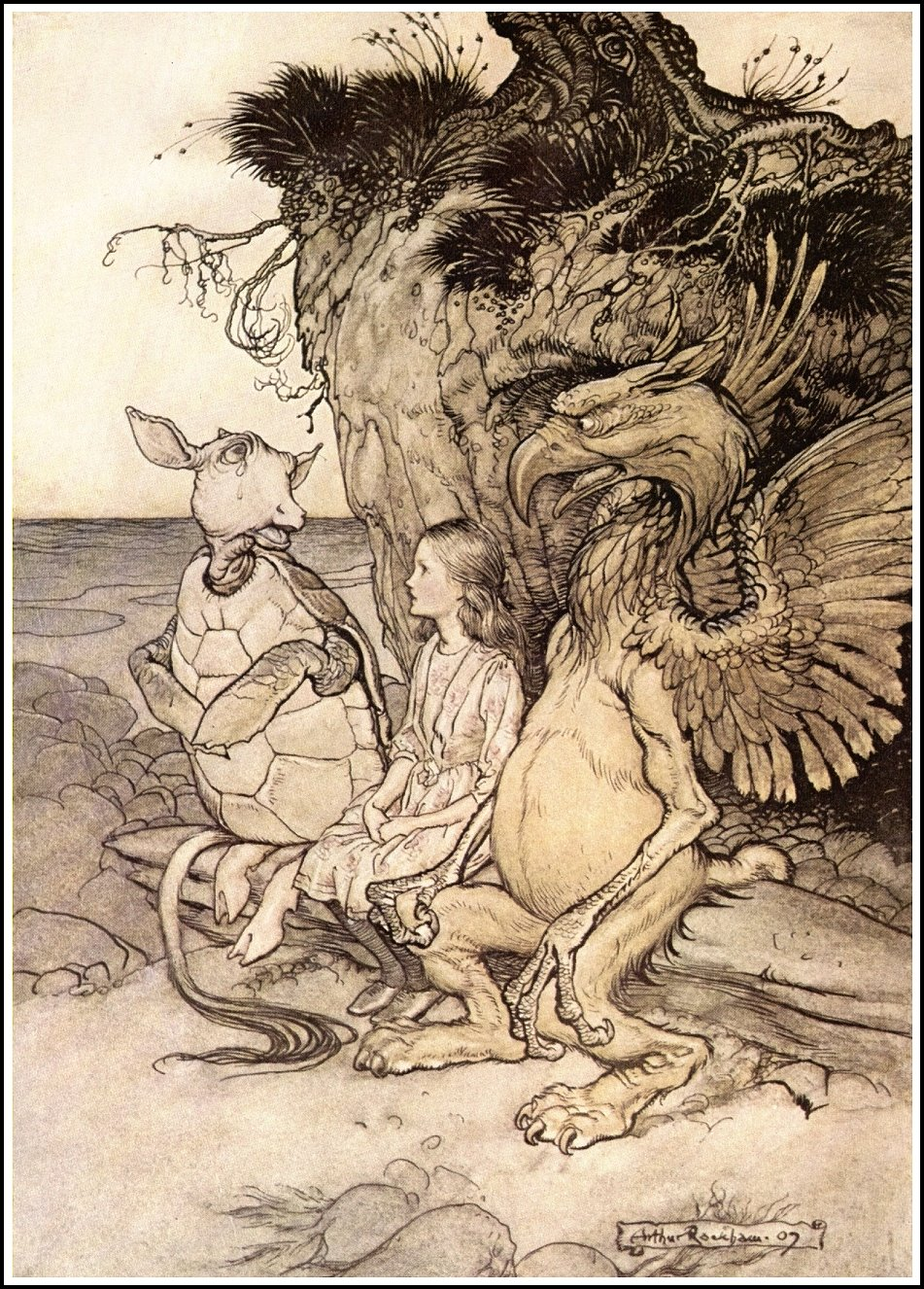
Алиса сидит между Черепахой Квази и Грифоном. Иллюстрация Артура Рэкема

## История Черепахи Квази
История Черепахи, рассказанная Алисе в книге (описана как пародия на уровень среднего образования Англии времён Кэрролла, дорогого и неэффективного):

«Когда-то я был настоящей Черепахой. Когда мы были маленькие, мы ходили в школу на дне моря. Учителем у нас был старик — Черепаха. Мы звали его Спрутиком (потому, что он всегда ходил с прутиком). Образование мы получили самое хорошее, и не мудрено — ведь мы ходили в школу каждый день… у нас в школе к счёту всегда приписывали: „Плата за французский, музыку и стирку дополнительно“. Всё равно я не мог заниматься стиркой, мне она была не по карману. Я изучал только обязательные предметы. Сначала мы, как полагается, Чихали и Пищали, а потом принялись за четыре действия Арифметики: Скольжение, Причитание, Умиление и Изнеможение. Были у нас ещё Рифы — Древней Греции и Древнего Рима, Грязнописание и Мать-и-мачеха. И ещё Мимические опыты; мимиком у нас был старый угорь, он приходил раз в неделю. Он же учил нас Триконометрии, Физиономии… время занятий зависело от нас: как все займем, так и закончим».

## Вечерняя Еда
Черепаха Квази исполняет песню «Вечерняя еда», являющийся пародией на романс Дж. М. Сэйлза (англ. James M. Sayles) «Вечерняя звезда» (англ. «Star of the Evening»):
«Еда вечерняя, любимый Суп морской!

Когда сияешь ты, зелёный и густой, —

Кто не вдохнёт, кто не поймёт тебя тогда,

Еда вечерняя, блаженная Еда!

Еда вечерняя, блаженная Еда»!
В первой редакции перевода Н. М. Демуровой, где этот персонаж звался Под-Котик, пародийный романс был посвящён муфте под котика:
«Чёрная муфта мягка, нежна,

Сумрак вечерний таит она.

Кто не оценит волшебный мех?

Чёрная муфта пленяет всех».
«Чудесная муфта под котик!

Чу-у-дная му-у-фта!

Чу-у-дная му-у-фта!

Вече-е-рняя муфта под котик»!

## Песнь Квази
Черепаха Квази исполняет весьма каламбурную грустную песню: «Говорит треска улитке…», которая является пародией стихов Мэри Хауитт (англ. Mary Howitt): «Говорила паучиха…». В первоначальном варианте Квази пел песню:
«А ну, на дно со мной спеши —

Там так омары хороши,

И спляшут с нами от души,

Треска, моя голубка».
Припев:
«Треска, и прямо, и бочком,

Мигни глазком, махни хвостом!

Есть много рыб — но нет милей

Трески моей голубки».
Первоначальный весёлый вариант песни был пародией негритянской песни, припев которой начинается так: «Эй, Селли, прямо и бочком, Эй, Селли, топни каблучком!».